# سيمون دومينيك
سيمون دومينيك (هانغل: 사이먼 도미닉) هو مغني وموسيقي كوري الجنوبي، ولد في 9 مارس 1984 في بوسان في كوريا الجنوبية.

## وصلات خارجية
- سيمون دومينيك على موقع ميوزك برينز (الإنجليزية)
- سيمون دومينيك على موقع أول ميوزيك (الإنجليزية)
- سيمون دومينيك على موقع ديسكوغز (الإنجليزية)